# Кормица
Кормица — малая река в России, протекает по территории Глебовского сельского поселения Рыбинского района Ярославской области, впадает в Рыбинское водохранилище, правый приток Волги.
Исток реки находится в окрестностях между деревнями Будихино и Чудиново, к северу от железной на дороги Рыбинск — Сонково. Река течёт в основном на запад, параллельно железной дороге. По левому берегу реки деревни Починок и Хомяково, по правому — Добрино, далее слева Петрицево, справа Подвиталово. В деревне Кабатово, расположенной на левом берегу, речку пересекает автомобильная дорога от железнодорожной станции Кобостово к селу Глебово. Примерно в 500 м на запад от моста — устье.